# Steile Wand (Berg)
Die Steile Wand ist ein 518,9 m ü. NHN hoher Bergrücken im Harz. Er liegt nahe Herzberg am Harz im gemeindefreien Gebiet Harz des niedersächsischen Landkreises Göttingen (Deutschland).

## Geographie

### Lage
Die Steile Wand erhebt sich im Mittelharz und im Naturpark Harz. Ihr Gipfel liegt 3,5 km nordöstlich des Ortskerns der Kernstadt von Herzberg am Harz und 3,8 km südwestlich der Dorfkirche des Herzberger Ortsteils Sieber sowie 0,9 km nordwestlich des Grimmbergs (555 m) und 2,2 km südwestlich des Fissenkenkopfs (527 m). Der Bergrücken geht nach Ostsüdosten in den Höxterberg (584 m) über. Sein Nord- und Nordwesthang fällt steil in das Tal der Sieber ab. Jenseits des Flusses erheben sich 2 km nördlich der Langfast (606,1 m), 1,4 km nordnordwestlich der Hirtenberg (582 m) und 1,3 km westlich der Große Teichtalskopf (492 m).
Auf dem Bergrücken liegen Teile des Landschaftsschutzgebiets Harz (Landkreis Göttingen) (CDDA-Nr. 321403; 2000 ausgewiesen; 300,112 km² groß). Er ist vollständig bewaldet – auf der steilen Nordseite mit Nadelwald und auf dem Kamm und der Südseite mit Laubwald.
Auf dem steilen Nordwesthang der Steilen Wand befindet sich ein stillgelegter Steinbruch.

### Naturräumliche Zuordnung
Die Steile Wand gehört in der naturräumlichen Haupteinheitengruppe Harz (Nr. 38), in der Haupteinheit Oberharz (380) und in der Untereinheit Südlicher Oberharz (380.8) zum Naturraum Sieberbergland (380.82). Die Landschaft fällt nach Südwesten durch das Tal der Sieber in den Naturraum Schotterfluren der Rhume, Oder und Sieber (376.23) ab, der in der Haupteinheitengruppe Weser-Leine-Bergland (37) und dessen Haupteinheit Südwestliches Harzvorland (376) zur Untereinheit Osterode-Herzberger Vorland (376.2) zählt.